# Duesaigües
Duesaigües település Spanyolországban, Tarragona tartományban. Duesaigües Alforja, Tarragona, Riudecols, Riudecanyes, L'Argentera és Pradell de la Teixeta községekkel határos. Lakosainak száma 222 fő (2024).

## Népesség
A település népessége az elmúlt években az alábbi módon változott:
| Lakosok száma | 128  | 713  | 419  | 280  | 209  | 191  | 240  | 239  | 245  | 222  |
|               | 1717 | 1887 | 1936 | 1960 | 1986 | 2004 | 2009 | 2014 | 2019 | 2024 |